# Peter Pokorný
Peter Pokorný (Trenčín, 8 agosto 2001) è un calciatore slovacco, centrocampista dello Śląsk Breslavia.

## Caratteristiche tecniche
È un centrocampista difensivo.

## Carriera

### Club
Cresciuto nel settore giovanile dell'AS Trenčín, nel 2018 viene acquistato dal Salisburgo che lo aggrega alla propria filiale del Liefering; debutta il 3 agosto 2018 in occasione dell'incontro di 2. Liga vinto 4-0 contro il Vorwärts Steyr.
Il 26 agosto 2020 viene ceduto in prestito per una stagione al St. Pölten.

### Nazionale
Ha giocato nelle nazionali giovanili slovacche Under-17, Under-20 ed Under-21.

## Statistiche
Statistiche aggiornate al 24 aprile 2021.

### Presenze e reti nei club
| Stagione        | Squadra         | Campionato      | Campionato | Campionato | Coppe nazionali | Coppe nazionali | Coppe nazionali | Coppe continentali | Coppe continentali | Coppe continentali | Altre coppe | Altre coppe | Altre coppe | Totale | Totale | Totale |
| Stagione        | Squadra         | Comp            | Pres       | Reti       | Comp            | Pres            | Reti            | Comp               | Pres               | Reti               | Comp        | Pres        | Reti        | Pres   | Reti   |        |
| --------------- | --------------- | --------------- | ---------- | ---------- | --------------- | --------------- | --------------- | ------------------ | ------------------ | ------------------ | ----------- | ----------- | ----------- | ------ | ------ | ------ |
| 2018-2019       | Liefering       | 1L              | 23         | 0          |                 | -               | -               |                    | -                  | -                  |             | -           | -           | 23     | 0      |        |
| 2019-2020       | Liefering       | 1L              | 14         | 0          |                 | -               | -               |                    | -                  | -                  |             | -           | -           | 14     | 0      |        |
| 2020-2021       | St. Pölten      | BL              | 25         | 0          | CA              | 2               | 0               |                    | -                  | -                  |             | -           | -           | 27     | 0      |        |
| Totale carriera | Totale carriera | Totale carriera | 62         | 0          |                 | 2               | 0               |                    | -                  | -                  |             | -           | -           | 64     | 0      |        |